# Bacino Polo Sud-Aitken
Il bacino Polo Sud-Aitken (abbr. SPA) è un enorme cratere meteoritico di circa 2500 km di diametro sulla faccia nascosta della Luna, l'emisfero perennemente opposto alla Terra, nei pressi del polo sud lunare. 
Il bacino non presenta un bordo facilmente riconoscibile su immagini fotografiche, per avere un'idea della sua posizione si può immaginarlo occupare un cerchio che ha come diametro il tratto che va dal cratere Aitken al Polo Sud lunare, è da questo espediente che deriva il nome "Polo Sud-Aitken". Tuttavia si nota che la superficie lunare ha una concentrazione di laghi di basalto in corrispondenza del bacino e ciò aiuta a localizzarlo. 
Il cratere è invisibile dalla Terra perché si estende quasi completamente nella faccia nascosta della Luna, fa eccezione il margine meridionale del bacino che è osservabile con un telescopio sul bordo del disco selenico in prossimità del polo sud lunare, sotto forma di una grande catena montuosa chiamata non ufficialmente Leibnitz. 
Il bacino SPA è il maggiore cratere d'impatto sulla Luna e tra i più grandi nel Sistema Solare, l'unico bacino d'impatto paragonabile per dimensioni è Hellas Planitia su Marte con 2300 chilometri di diametro.

## Scoperta
All'inizio del 1962 grazie alle immagini trasmesse dalle pionieristiche sonde lunari Luna 3 e Zond 3 si intuì l'esistenza di un grande bacino sulla faccia nascosta della Luna, in seguito i geologi ne riconobbero l'imponenza delle dimensioni solo dopo la prima acquisizione complessiva di fotografie della Luna, ottenuta da parte del programma Lunar Orbiter intorno alla metà degli anni sessanta. 

I dati ottenuti dall'altimetro laser delle missioni Apollo 15 e 16 mostrarono che la porzione settentrionale del bacino è molto profonda, tuttavia i dati raccolti riguardavano solo la fascia coperta dalle orbite circumequatoriali dei moduli di comando e servizio perciò la topografia della rimanente parte del bacino rimase sconosciuta. Più tardi, nel 1978, l'United States Geological Survey pubblicò la prima mappa geologica lunare completa, la quale mostrava per la prima volta i confini del bacino.
Le conoscenze riguardo al bacino furono poche fino agli anni novanta ovvero quando i veicoli spaziali Galileo e Clementine visitarono la Luna, le immagini multispettrali ottenute da queste missioni mostrarono che il bacino contiene più FeO  e TiO2 degli altipiani lunari, da cui la sua colorazione più scura. 

La topografia del bacino è stata mappata interamente per la prima volta usando i dati altimetrici e analizzando le immagini stereo ottenute durante la missione Clementine. Più recentemente, la composizione del bacino è stata ulteriormente appurata dall'analisi dei dati ottenuti dallo spettrometro a raggi gamma presente a bordo della missione Lunar Prospector.

## Caratteristiche fisiche

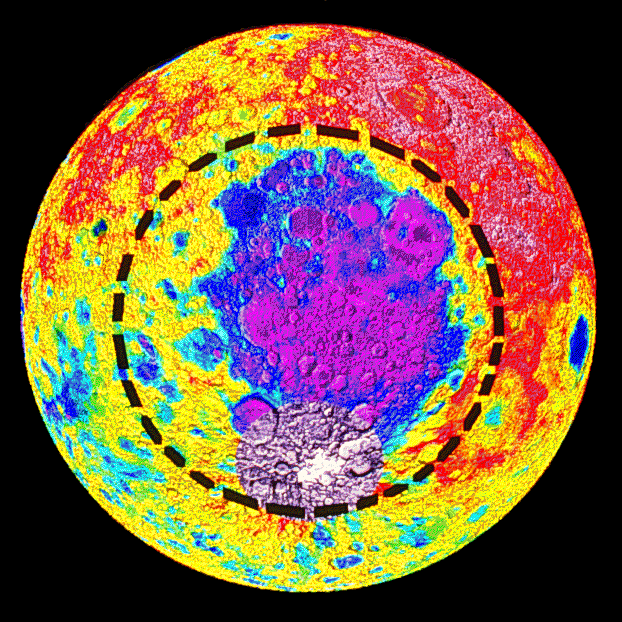
Mappa topografica del Bacino Polo Sud-Aitken ottenuta dai dati della sonda Clementine. Il colore indica l'altitudine, in rosso sono le zone più elevate, in viola le zone meno elevate. Il polo sud è al centro della zona in grigio per la quale non si hanno dati.

Il Bacino Polo Sud-Aitken ha un diametro di circa 2500 chilometri e una profondità attorno ai 13 chilometri, inoltre il punto meno elevato della Luna (circa -6 km) è all'interno del bacino mentre il punto più elevato (circa +8 km) si trova sul bordo nord-est dello stesso. 

Vista la grande estensione e la notevole profondità del bacino si prevede una crosta locale più sottile come conseguenza della grande quantità di materia escavata durante l'impatto, infatti le mappe dello spessore crostale, elaborate usando la topografia e il campo gravitazionale della Luna, suggeriscono uno spessore di circa 15 km sotto la superficie, quando, per confronto, lo spessore medio globale è circa 50 km.
La composizione di questo bacino, come stimato dalle missioni Galileo, Clementine e Lunar Prospector, è differente rispetto a quella degli altipiani, in base ai dati ricevuti dalle sonde orbitali esso ha una discreta abbondanza di ferro, titanio e torio, nessuno dei campioni ottenuti dalle missioni americane Apollo e russe Luna, né la manciata di meteoriti lunari, hanno una composizione ad esso comparabile. 

In termini mineralogici, il fondo del bacino è più ricco di clinopirosseno e ortopirosseno degli altopiani circostanti che sono in larga misura anortositici. 

Esistono alcune ipotesi circa la presenza di queste impronte chimiche distintive:
- la composizione potrebbe semplicemente rappresentare il materiale crostale sottostante alquanto più ricco di ferro, titanio e torio rispetto al materiale più superficiale.
- la composizione è dovuta al gran numero di laghetti, presenti nel bacino, di basalto ricco di ferro simile a quello dei mari lunari.
- le rocce potrebbero contenere una componente del mantello lunare se l'impatto avesse scavato interamente la crosta.

La soluzione potrebbe essere più complicata poiché tutte le tre ipotesi possono contribuire insieme all'anomala impronta geochimica di questo gigantesco cratere, inoltre è possibile che una grande porzione della superficiale lunare nei dintorni di questo bacino si sia fusa a causa dell'impatto e la differenziazione di questa coltre potrebbe avere aumentato l'anomalia geochimica. Un campione riportato da una missione sarà necessario per la soluzione del problema.

## Origine
Il bacino Aitken è datato intorno ai 3.6 miliardi di anni. Le simulazioni di impatti quasi perpendicolari al terreno mostrano che nella formazione di un cratere di 2500 km di diametro il terreno verrebbe dissodato fino a una profondità di circa 200 km, conseguentemente la composizione della superficie sarebbe diversa da quella osservata e in disaccordo con le mappe dello spessore crostale indicanti la presenza di circa 10 km di crosta al di sotto della superficie. Questo suggerisce che il bacino non si sia formato per un tipico impatto ad alta velocità, ma potrebbe essersi formato a causa della collisione di un asteroide con il suolo a bassa velocità e con un piccolo angolo rispetto al piano dell'orizzonte (circa 30 gradi o meno) così da ottenere uno scavo poco profondo. Un indizio a sostegno di tale ipotesi è la considerevole elevazione della zona a nord-est del Bacino Polo Sud-Aitken, essa potrebbe rappresentare le ejecta di un tale impatto obliquo.